# Jean Messagier
Pour les articles homonymes, voir Messagier.
 (août 2024).
Jean Messagier, né à Paris le 13 juillet 1920 et mort à Montbéliard le 10 septembre 1999, est un peintre, graveur et sculpteur français.
Il se distingue d'abord comme peintre abstrait associé à la seconde École de Paris et à l’abstraction lyrique. Il refuse de s’enfermer dans une catégorisation entre abstraction et figuration, cultive un langage artistique singulier, s'inspire des forces de la nature et de sa relation intime avec elle.
Dans les années 1950, il se distingue par ses compositions oniriques. Les entrelacs et les tourbillons évoquent un mouvement constant. Son art se développe à l'international.
Il acquiert une reconnaissance internationale sur la scène artistique américaine. Artiste engagé, il explore la gravure et la sculpture, affirme sa polyvalence et son goût de la recherche.
Ses œuvres font aujourd’hui partie des collections permanentes de musées en Europe et aux États-Unis.

## Biographie
Jean Messagier naît à Paris, dans le 17e arrondissement, le 13 juillet 1920.

### 1942-1952
Après des études secondaires à Montbéliard, Jean Messagier intègre, en 1942, l'École nationale des arts décoratifs de Paris. Il étudie avec Roland Oudot, Maurice Brianchon, Raymond Legueult et François Desnoyer. Il a pour condisciple Jean Labellie, dont il restera l'ami. En même temps, il suit les cours de poétique de Paul Valéry au Collège de France.
En 1944, Jean Messagier épouse la céramiste Marcelle Baumann, qu'il fréquentait aux Arts déco. Ils ont en commun la Franche-Comté. Marcelle Baumann est l'une des filles de Walter Baumann, directeur de la chaiserie de Colombier-Fontaine. Les parents de Messagier habitent alors Valentigney, son père étant employé aux cycles Peugeot de Beaulieu-Mandeure, tout près du berceau familial des Messagier (le village de Mathay). Grâce à la famille de sa mère, originaire d'Alsace et habitant Paris, il sillonne très jeune la capitale avec son grand-père, agent d'assurances et photographe amateur. Ce dernier lui apprend à regarder, « pendant des temps interminables... », confie Jean Messagier dans son journal. Il l'emmène voir les spectacles de Guignol dans les squares parisiens. De cette période, naîtra son goût pour les marionnettes, il les collectionnera toute sa vie, et son envie d'amener l'art dans la rue.
En 1944, il réalise ses premières gravures. De 1945 à 1949, il est le disciple de Pablo Picasso et de François Desnoyer, qui fut son professeur aux Arts déco de Paris.
En 1947, Messagier modèle ses premières sculptures, voyage en Italie et Algérie. Sa première exposition personnelle a lieu à la galerie Arc-en-Ciel, Paris. Il devient sociétaire du Salon d'Automne, section gravure, en 1948.
L'année suivante, naît son fils Matthieu, qui sera poète.
Il réalise une série de dessins et de collages entre les verres de diapositives photographiques et, en 1952, aménage son nouvel atelier du Moulin, d'abord dans la pièce du haut de l'ancien moulin puis, définitivement, dans un bâtiment en bois indépendant.
Messagier est révélé de nouveau au public lors de l'exposition organisée par Charles Estienne à la Galerie de Babylone, en 1952, sous le titre La Nouvelle École de Paris.

En 1952 est fondé un comité du Salon d'Octobre. Charles Estienne rédige ce communiqué : 

« Un certain nombre de jeunes peintres désireux de se manifester dans des conditions normales et équitables de choix et d'accrochages ont décidé de fonder dans l'esprit de la peinture actuelle un Salon qui portera le nom de Salon d'Octobre. Ils se réservent par ailleurs le droit et l'honneur d'inviter leurs aînés. Signé : Néjad, Duvillier, Messagier, Pons. »

Le Salon d'Octobre se réunira deux fois, en 1952 et en 1953.

### 1953-1967
En 1953, il rompt avec le post-cubisme à tendance expressionniste. Il s'appuie sur Jean Fautrier et Pierre Tal Coat pour élaborer une vision personnelle, dans laquelle il restitue « la lumière… une lumière différente de celle des impressionnistes » qu'il avait « pressentie abstraitement ».
Les années 1953 et 1954 « marquent un tournant décisif dans l'itinéraire de Messagier », selon Bruno-Pascal Lajoinie : « les formes allusives et en état de dissolution qu'il affectionnait jusque-là font place à de vastes étendues indéterminées, le plus souvent monochromes, où se lit l'attachement indéfectible qu'il porte à la nature, à l'air et à la lumière. Au fil des années, le geste se fait plus ample — plus délié aussi — et trouve finalement son épanouissement au cours de la décennie 60 dans de larges et élégantes "girations" : les œuvres ne sont plus qu'un réseau de boucles, boucles s'enroulant et se mêlant inlassablement les unes aux autres. »[réf. nécessaire].
En 1954, naît son fils Thomas, qui sera taxidermiste ; son père meurt. La famille Messagier passe du rez-de-chaussée au 5e étage, dans l'immeuble au 8, rue Pierre-et-Marie-Curie, à Paris.
En 1955, il montre une cinquantaine de toiles, aquarelles, dessins, montages photographiques au Cercle Volney. Il y rencontre Jacques Putman qui lui présente Bram Van Velde. L’accueil du public lui apporte de grands encouragements.
En 1957, Messagier voyage en Sardaigne et réalise des dessins sur le sable. L'année suivante, naît Simon, qui sera peintre, avec un intermède entomologique de 1976 à 1986. En 1959, Messagier devient membre du comité du Salon de mai.
En 1962, Pierre Alechinsky et Jean Messagier, qui se connaissent depuis 1953, réalisent une toile à quatre mains rehaussée de phrases du critique Charles Estienne. La même année, Messagier représente la France à la Biennale de Venise aux côtés de Alfred Manessier, Serge Poliakoff, André Marfaing et James Guitet.
Pour Messagier, un artiste se doit d'être un acteur social, un « aiguillonneur » pour reprendre ce néologisme confié à un journaliste du journal La Croix. Pour cela, il devient organisateur de fêtes monumentales : par exemple, l'inauguration, le 13 juillet 1962 et les jours suivants, de son moulin de Lougres, sa demeure principale. Les familles Messagier et Baumann sont entourées des officiels nationaux, des artistes amis venus de Paris, des galeristes les plus connus (un match de football artistes/marchands de tableaux fait partie des festivités), des officiels locaux mais aussi des ouvriers qui ont construit la demeure, de toute la population des villages de Lougres et Colombier-Fontaine que Jean a conviée. Ainsi, le menuisier côtoie le député, le gamin du village parle à un monsieur au fort accent russe s'appelant Serge Poliakoff, l'architecte (Jean-Louis Véret, élève de Le Corbusier) danse avec la « nounou » Marguerite, le peintre Pierre Alechinsky s'essay au tir à l'arc. Jean Messagier renouvellera cet esprit quand il le pourra.
A Lougres, il réalise des sculptures d'herbes, des dessins sur la neige. Il obtient la médaille Pour un été, La Monnaie de Paris.
Entre 1963 et 1965, il voyage en Italie.
À Sao Paulo, lors de la 8e biennale d'art, Messagier est un des cinq peintres représentant la France. L'année suivante, il crée un concours de tir annuel, et devient membre titulaire du Comité national de la gravure française, à Paris.
En 1965, il invite Hugh Weiss au Salon de mai. En 1967, il participe à la sortie d'une série de timbres artistiques et à la réalisation d'une fresque collective dans le cadre du Salon de mai,,.

### 1968-1978
Mai 1968 introduit une rupture dans l'œuvre de Messagier, il revient partiellement à la représentation.
Il est fait Chevalier de l'ordre des Arts et des Lettres.
Il reçoit le 2e prix, à Alexandrie, de la 7e biennale d'art ; il est à Rijeka, à la 1re exposition internationale de dessins originaux. Il reçoit le Prix de la galerie d'art contemporain de Zagreb. A Vela Luka, il participe à la réalisation d'une mosaïque collective dans le cadre de la rencontre internationale d'artistes. Il investit la Maison d'Art et Loisirs de Sochaux (MALS) avec la complicité de son directeur, Yves Deschamp, en 1969. Il participe aux carnavals de Montbéliard, invente le ZNUP, architecture de thermoformages investie par les habitants de la ZUP de la Petite Hollande de Montbéliard. Il contribue aux « fêtes du futur » de la Saline royale d'Arc-et-Senans durant les années 1970 et propose au Grand Palais à Paris en 1972 lors du festival d'automne son Grand palais des conversations de framboises et des collines respirantes.
En 1973, il signe une pétition contre la pollution du Doubs réunissant 3 000 signatures. Il est délégué pour le Pays de Montbéliard de l'APEDI (association pour la protection des eaux et des ressources naturelles du bassin inférieur du Doubs). Il crée la pochette d'un disque de Vinko Globokar (d'après la toile Paysages à imaginer). - Tapisserie : Dolman pour un pêcheur - Lougres, Le Moulin : Sculptures de glace moulée dans des thermoformages.
En 1974, à Montbéliard, il réalise des chars pour le carnaval. À Paris, pour le festival d'automne, il expose une sculpture commémorative pour l'édition 1974. À Vaucresson, il fait la décoration de l'école maternelle ; à Mougins, il réalise, avec l'aide d'André Villers, les premiers dévelofixers : objets ou éléments végétaux jetés sur le papier photographique peint à l'aide du révélateur.
En 1975, il est fait Chevalier de la Légion d'honneur.
Il crée une Médaille : Hommage à Watteau, pour La Monnaie de Paris, à Etupes, reçoit le Prix de caisses à savon, à Metz, réalise la décoration du collège de Metz-Queuleu, à Montbéliard, réalise des chars pour le carnaval et pour l'école maternelle du Petit-Chênois, crée Un jardin dans le ciel, décoration en thermoformages ; à Paris, s'investit dans le Lancer du RAVNI (RAdis Volant Non Identifié), dans le cadre de l'exposition à la galerie Beaubourg.
En 1976, à Etupes, il reçoit à nouveau le Prix de caisses à savon ; à Lougres, Le Moulin, crée des sculptures de glace moulée dans des thermoformages et dessins dans la neige à l'aide de bombes aérosol de peinture.
En 1977, à Arc-et-Senans, pour la « Fête du Futur : Hommage au sel », il expose une sculpture réalisée en thermoformages ; à la La Colle-sur-Loup, il organise un du match de football artistes - marchands de tableaux, dans le cadre de l'exposition à la fondation Maeght de Saint-Paul de Vence ; à Paris, il signe l'illustration du Théâtre de Beaumarchais pour l'Imprimerie Nationale.
1978, à Arc-et-Senans, il fait la décoration de la montgolfière La Futurible dans le cadre du championnat de France de montgolfières et la réalisation d'une médaille pour l'occasion ; à Colombier-Fontaine, il fait le Char pour la fête du bois ; à Vitry-sur-Seine, il signe la décoration des tribunes du stade et match de football artistes - marchands de tableaux.

### 1979-1999
1981 : Grande rétrospective au Grand Palais, Galeries Nationales, Paris, préface de Michel Troche et textes de Dore Ashton et de Charles Estienne.
Il est nommé Officier de l'Ordre National des Arts et des Lettres.
Il réalise l'épée d'académicien du Professeur Marcel Bessis, remise le 8 octobre, à la Sorbonne Paris.
En 1982, son portrait de Jimi Hendrix illustre la pochette de l’album live « The Jimi Hendrix Concerts ». Le disque, produit par Alan Douglas, sort chez CBS, Reprise Records.
Le peintre se tourne alors vers des thèmes ironiques ou absurdes ; il n'hésite pas à revisiter l'histoire de l'art en empruntant des images aux Grands Ainés.

« Auteur de natures mortes et de scènes de genre plutôt cubistes au milieu des années quarante, paysagiste subtil et minimaliste dix ans plus tard, dès l’aube des années soixante il préféra, aux sujets définis, la sublimation de leurs énergies. Tout se mit alors à vibrer. Le battement d’ailes d’un bouvreuil, le souffle d’une génisse, voilà ce qui inspira le peintre. Et au diable les détracteurs, disant de lui qu’il peignait comme un "laveur de carreaux" ! »

« Si ses somptueuses traces de brosse décoiffent la réalité, c’est pour mieux en dévoiler la vitalité. Observez bien la finesse des touches, l’élégance des graphismes, la translucidité de la matière, l’infinitude des nuances, renouvelées par l’artiste jusqu’à son jour dernier, en 1999. Tous ces volcans, toutes ces aurores nous rappellent combien l’existence peut-être, à la fois, puissante et délicate. »

— Françoise Monnin, 2009
Après une vie de création, Jean Messagier meurt à Montbéliard, le 10 septembre 1999. Il repose au cimetière de Valentigney (Doubs). Il avait choisi son épitaphe : 

Jean Messagier était un amoureux de la nature, un pêcheur, un chasseur, un mycologue, un organisateur de fêtes, un amateur de bonne chère et un passionné de sports (le football, particulièrement).

## Collections
De nombreuses collections publiques, en France comme à l'étranger, possèdent aujourd'hui des œuvres de l'artiste : musée d'Art moderne de Paris, Bibliothèque nationale de France, musées de Dijon, Grenoble, Marseille, Montbéliard, Saint-Étienne, Châteauroux, Ornans, Bruxelles, Genève, musée d'art contemporain de Skopje, Rio de Janeiro, Jérusalem, Eindhoven, Nagaoka…

## Expositions
- 1947 : Première exposition personnelle, galerie Arc-en-Ciel, Paris[1]
- 1952 : « La Nouvelle École de Paris », galerie de Babylone, Paris
- 1981-1982 : Galeries nationales du Grand Palais
- 2009 : « L'Art du visible. Messagier, Hantaï, Destarac », château de Biron[9]
- 2019 : Exposition rétrospective « Tous les sexes du printemps »[N 5],[10], musée des Beaux-Arts de Dole
- 2024-2025 : « L'œuvre Messagier, une mimesis abstraite du monde, les commencements et les achèvements », Fondation Fernet-Branca

## Œuvres

### Tableaux
- Nature morte (1944-45)*[N 6]
- Les Arroseurs (1947)*
- Femmes aux Nasses (1947)*, Paris
- Promeneurs (1947)*
- Jeunes Filles à la Cascade (1949)*
- La Rivière (1951), Dijon, musée des Beaux-Arts
- Haute promenade (1954), Dijon, musée des Beaux-Arts
- Mer Ouverte (1955)*, Genève
- Plaine battante (1956), Grenoble, musée de Grenoble
- Novembre cerné (1959), Vitry-sur-Seine, Musée d'art contemporain du Val-de-Marne
- Antichambre pour une plage (1960), Dijon, musée des Beaux-Arts
- Mai à palier (1962), Vitry-sur-Seine, musée d'art contemporain du Val-de-Marne
- Clef de mars (1963)*
- Sous les statues d'Italie (1963), Dijon, musée des Beaux-Arts
- Théâtre des marionnettes (1963), Dijon, musée des Beaux-Arts
- Paul Valéry (1965), Dijon, musée des Beaux-Arts
- Ni-chih-chin (1966), Nice, musée national du sport
- Louis XIV (1966), Dijon, musée des Beaux-Arts
- Aube à bijoux (1967), Dijon, musée des Beaux-Arts
- Printemps du monde (1967), Dijon, musée des Beaux-Arts
- Monstres d'été (1967)*
- Les Chiens au soleil levant (1967)*
- Mesdemoiselles Printemps (1968), Marseille, musée Cantini
- Les traces du match de football Saint-Etienne-Bayern de Munich, Nice, musée national du sport
- Le Sexe des vallées (1970), Dijon, musée des Beaux-Arts
- Portrait de Kathleen et Pierre Granville (1973), Dijon, musée des Beaux-Arts
- Projet pour onze penaltys de gala (1975), Marseille, musée Cantini
- Picasso aurait dû pêcher à Antibes avec les Marsupilamis et Betty Boop (1982), Antibes, musée Picasso
- Waterloo à Java (1983)*
- Le Grand Equipage du Val-de-Marne (1986), Vitry-sur-Seine, musée d'art contemporain du Val-de-Marne
- Neige pour Claude Monet (1986), Clamecy, musée d'Art et d'Histoire Romain Rolland
- Portrait de Fidel Castro, lithographie, 37 x 49 cm, Gray, musée Baron-Martin
- Les Grands Grillons (1990)*
- Enchevêtrements dirigés (1993), Vitry-sur-Seine, musée d'art contemporain du Val-de-Marne

### Bibliophilie
- Jacques Derrida (préface de Nelson Mandela), Pour le peuple africain[N 7]

## Réception
L'œuvre de Jean Messagier ne peut se concevoir que sur sa globalité. En effet, cet artiste conscient des courants et des modes, n'a jamais voulu se laisser étiqueter. Il suffisait d'un qualificatif le nommant pour qu'il change délibérément de cap. Il s'exprime plusieurs fois sur la question dans son journal en fustigeant les critiques, les priant de laisser les artistes travailler. Il suivit cette ligne de conduite jusqu'à son décès, ses dernières œuvres déroutant autant que les premières pour lesquelles il a essuyé des crachats au cercle Volney en 1955.

« Les gestes de Messagier, sont empreints de doutes et de certitudes. Ces gestes, fruits d’une recherche élaborée tout au long de la deuxième moitié du XXe siècle, rejoignent, par bien des aspects, ceux, commis, il y a plus de deux cents ans par un artiste anglais peu connu encore aujourd’hui, Alexander Cozens. Et même s’il existe quelques affinités formelles entre ces deux œuvres, c’est ailleurs que se situent les convergences réelles. Elles se retrouvent dans ce mélange profond de convictions et d’interrogations : la conviction de la nature, indéfectible, et l’incertitude du produit de cette conviction, la vacuité même de ce dernier. Ce qui lie véritablement ces deux démarches c’est l’engagement absolu dans la quête, la recherche et l’indifférence presque totale pour le résultat. Dans un commentaire, encore non publié à ce jour, Jean Messagier exprime bien cette ambition. Répondant à la célèbre phrase de Picasso, "je ne cherche pas, je trouve", il déclare, "moi, je ne trouve pas, je cherche." Dans ces quelques lignes, griffonnées quelques années avant la fin de sa vie, Jean Messagier livre quelques indices quant à la nature du geste, cette spirale, cette volute ou cet enroulement qu’il a déployé, tout au long de sa vie, dans toutes ses œuvres quels qu’en soient les natures ou les registres. Un tracé sinueux qu’il convient aujourd’hui de poursuivre, pour envisager, enfin, l’importance de cette œuvre au sein de l’histoire de la création. »